# Belvidere (Nebraska)
Belvidere é uma vila localizada no estado americano de Nebraska, no Condado de Thayer.

## Demografia
Segundo o censo americano de 2000, a sua população era de 98 habitantes. 
Em 2006, foi estimada uma população de 87, um decréscimo de 11 (-11.2%).

## Geografia
De acordo com o United States Census Bureau, a localidade tem uma área de 1,2 km², sem área coberta por água.

## Localidades na vizinhança
O diagrama seguinte representa as localidades num raio de 20 km ao redor de Belvidere. 